# BL 〜僕の彼氏を紹介します〜
『BL 〜僕の彼氏を紹介します〜』 は、2009年に発売されたオリジナルビデオ作品。草野陽花監督。ボーイズラブがテーマ。

## 概要
docomo公式サイト「男子禁制 女子限定」で限定配信されたボーイズラブムービー4作品を、再編集したDVDバージョンとして収録。

## ストーリー
- 第1話「先生との秘め事」
- 第2話「まる見えな幼馴染」
- 第3話「ネコ耳な同級生」
- 第4話「イケメンと僕のバレンタイン」

## キャスト
第1話
- シュウヘイ - 並河一
- 小野寺先生 - 三原信正
- ユタカ - 石崎チャベ太郎
- ヨウコ - 飯島くらら
- マナミ - 七瀬由紀子

第2話
- シンジ - MOTO
- タイキ - 吉野聖也
- エイジ - 東條鉄
- あきら - 緒川凛
- まゆこ - ましろ杏

第3話
- エイジ - 東條鉄
- シュン - 根橋健
- キミカ - 花木衣世
- リア - 鈴木咲
- カナ - 水井真希

第4話
- ソウタ - 岡村智治
- コウキ - 榊原順
- タイキ - 吉野聖也
- カオリ先生 - 上田結衣

## 参照
1. ↑  公式ウェブサイト（2012年7月15日時点のインターネット・アーカイブ）より。